# Gouvernement Saʿda
Saʿda (arabisch صعدة, DMG Ṣaʿda) ist eines der 22 Gouvernements des Jemen. Es liegt im Nordwesten des Landes.
Saʿda hat eine Fläche von 15.022 km² und ca. 991.000 Einwohner (Stand: 2017). Das ergibt eine Bevölkerungsdichte von 66 Einwohnern pro km².

## Distrikte
- Munabbih (Jemen)
- Razih (Jemen)